# 東鄧巴頓郡
東邓巴顿郡（英語：East Dunbartonshire）是英国苏格兰的32个一级行政区之一。地处最大城市格拉斯哥北郊，人口密集。面积175平方公里，人口105,860（2013年）。行政中心在柯金蒂洛赫。東鄧巴頓郡與四個行政區相鄰：北拉納克郡（東）、格拉斯哥（南）、西鄧巴頓郡（西）以及史特靈（北）。